# Estación Malaver
Malaver es una estación ferroviaria ubicada en las localidades de Villa Ballester Noreste y Villa Las Heras en el partido de General San Martín, Provincia de Buenos Aires, Argentina. La zona a su alrededor suele ser llamada con su nombre.

## Servicios
Es una estación intermedia del servicio eléctrico metropolitano de la Línea Mitre que se presta entre las estaciones Retiro y José León Suárez.

## Infraestructura
Su arquitectura es similar a la de las estaciones  Juan B. Justo,  Acasusso, Padilla, entre otras.